# Guadalupium
| ❮ | System  | Serie       | Stufe         | ≈ Alter (mya) |
| - | ------- | ----------- | ------------- | ------------- |
| ❮ | später  | später      | später        | jünger        |
| ❮ | P e r m | Lopingium   | Changhsingium | 251,9 ⬍ 254,2 |
| ❮ | P e r m | Lopingium   | Wuchiapingium | 254,2 ⬍ 259,9 |
| ❮ | P e r m | Guadalupium | Capitanium    | 259,9 ⬍ 265,1 |
| ❮ | P e r m | Guadalupium | Wordium       | 265,1 ⬍ 268,8 |
| ❮ | P e r m | Guadalupium | Roadium       | 268,8 ⬍ 272,3 |
| ❮ | P e r m | Cisuralium  | Kungurium     | 272,3 ⬍ 279,3 |
| ❮ | P e r m | Cisuralium  | Artinskium    | 279,3 ⬍ 290,1 |
| ❮ | P e r m | Cisuralium  | Sakmarium     | 290,1 ⬍ 295,5 |
| ❮ | P e r m | Cisuralium  | Asselium      | 295,5 ⬍ 298,9 |
| ❮ | früher  | früher      | früher        | älter         |

Das Guadalupium (auch Mittelperm oder Mittleres Perm; im deutschen Sprachgebrauch auch verkürzt zu Guadalup) ist in der Erdgeschichte die mittlere chronostratigraphische Serie bzw. geochronologische Epoche des Perm. Sie begann vor etwa 272,3 Millionen Jahren und endete vor etwa 259,9 Millionen Jahren. Ihr voraus geht die Cisuralium-Serie (Unterperm). Ihr nach folgt die Lopingium-Serie (Oberperm).

## Namensgebung
Die Serie ist nach den Guadalupe Mountains im Westen des US-Bundesstaates Texas benannt. Der Name wurde bereits 1902 von George H. Girty als lithostratigraphische Einheit eingeführt. 1982 schlug John Bruce Waterhouse vor, diese Einheit als chronostratigraphische Einheit zu übernehmen.

## Definition und GSSP
Die Basis der Guadalupium-Serie (und der Roadium-Stufe) ist durch das Erstauftreten der Conodonten-Art Jinogondolella nanginkensis definiert. Das Ende des Guadalupiums (bzw. der Beginn des Lopingium) wird durch das Erstauftreten der Conodonten-Unterart Clarkina postbitteri postbitteri angezeigt. Der GSSP (Typlokalität und Typprofil) des Gudalupiums (und des Roadium) ist ein Profil im Stratotype Canyon in den südlichen Guadalupe Mountains in Texas, USA (31° 52′ 36″ N, 104° 52′ 37″ W).

## Untergliederung
Das Guadalupium ist in drei geologische Stufen untergliedert:
- System: Perm (298,9–251,9 mya)
  - Serie: Lopingium (Oberes Perm) (259,9–251,9 mya)
  - Serie: Guadalupium (Mittleres Perm) (272,3–259,9 mya)
    - Stufe: Capitanium (265,1–259,9 mya)
    - Stufe: Wordium (268,8–265,1 mya)
    - Stufe: Roadium (272,3–268,8 mya)

  - Serie: Cisuralium (Unteres Perm) (298,9–272,3 mya)

## Das Guadalupium in Mitteleuropa
In Mitteleuropa dauerte die Ablagerung des Rotliegend an, die sich noch bis in das ältere Lopingium fortsetzt und dort von der Sedimentation des Zechstein abgelöst wird.

## Flora und Fauna
Das Ende des Guadalupiums war durch ein kleineres Massenaussterben gekennzeichnet, welches dem großen Perm-Trias-Massenaussterben, bei dem bis zu 90 % aller Tier- und Pflanzenarten verschwanden, vorausging. Als Ursache für dieses Sterben wurde ein heftiges vulkanisches Ereignis in Südchina (bei dem die sogenannten Emeishan-Flutbasalte entstanden) und die damit verbundene globale Beeinträchtigung der Ökosysteme identifiziert.